# Dispensari Mèdic Municipal Sant Josep
El Dispensari Mèdic Municipal Sant Josep és una obra de Bellver de Cerdanya (Baixa Cerdanya) inclosa a l'Inventari del Patrimoni Arquitectònic de Catalunya.

## Descripció
Es tracta d'un edifici de planta quadrada, amb planta baixa i dos pisos d'alçada. El segon pis té la planta de creu, al centre de la qual s'aixeca un mirador a manera de cimbori, amb coberta de forma piramidal. Les cobertes dels quatre braços de la creu són a dues aigües. A la façana del primer pis hi ha una balustrada. Al pis superior hi ha un balcó amb baranes de ferro.